# Onno Groß
Onno Heye Tollef Groß (* 12. Juni 1964 in Cuxhaven; † 4. Oktober 2016 in Budapest) war ein deutscher Meeresbiologe mit dem Spezialgebiet Tiefseebiologie.

## Leben und Wirken
Groß studierte ab 1984 an der Universität Hamburg, der Universität Tübingen und der kanadischen University of Victoria Biologie Botanik und Zoologie mit Schwerpunkt Meeresbiologie und nahm an einer Reihe von Forschungsexpeditionen teil. Er arbeitete auch als freier Wissenschaftsjournalist. Er war Redakteur bei National Geographic und schrieb u. a. für Die Zeit, den Spiegel, die Neue Zürcher Zeitung, mare, Tauchen, die Frankfurter Allgemeine Zeitung, das Handelsblatt, die dpa und die tageszeitung.
Groß verfasste wissenschaftliche Beiträge für Fachpublikationen, war Konferenzteilnehmer an internationalen Umweltschutzfachtagungen wie im Juli 2013 in Bremerhaven und im Dezember 2013 in Bremen und wurde häufig als Experte für Meeresbiologie und Umweltschutz zitiert.
Eines seiner Anliegen war die Vermeidung der Vermüllung der Meere durch Plastik, ein anderes, Menschen bereits im Kindes- und Jugendlichenalter für die Erhaltung des Ökosystems Ozean zu sensibilisieren.

„Ein einschneidendes Erlebnis: Seit zwei Jahrzehnten ist Onno Groß auf und in den Meeren unterwegs. Bei einem Forschungsprojekt in der Adria fiel dem promovierten Meeresbiologen auf, dass der Meeresboden von Plastikabfällen übersät war. Zurück in Hamburg berichtete er Bekannten von diesem einschneidenden Erlebnis. Sie ermunterten ihn, eine Initiative gegen das Verschmutzen der Ozeane zu gründen.“

„Jedes Jahrzehnt verdoppelt sich weltweit die Plastikproduktion und es gelangt mehr Müll denn je ins Meer (laut der UN-Umweltbehörde sind es 6 Millionen Tonnen jährlich).“

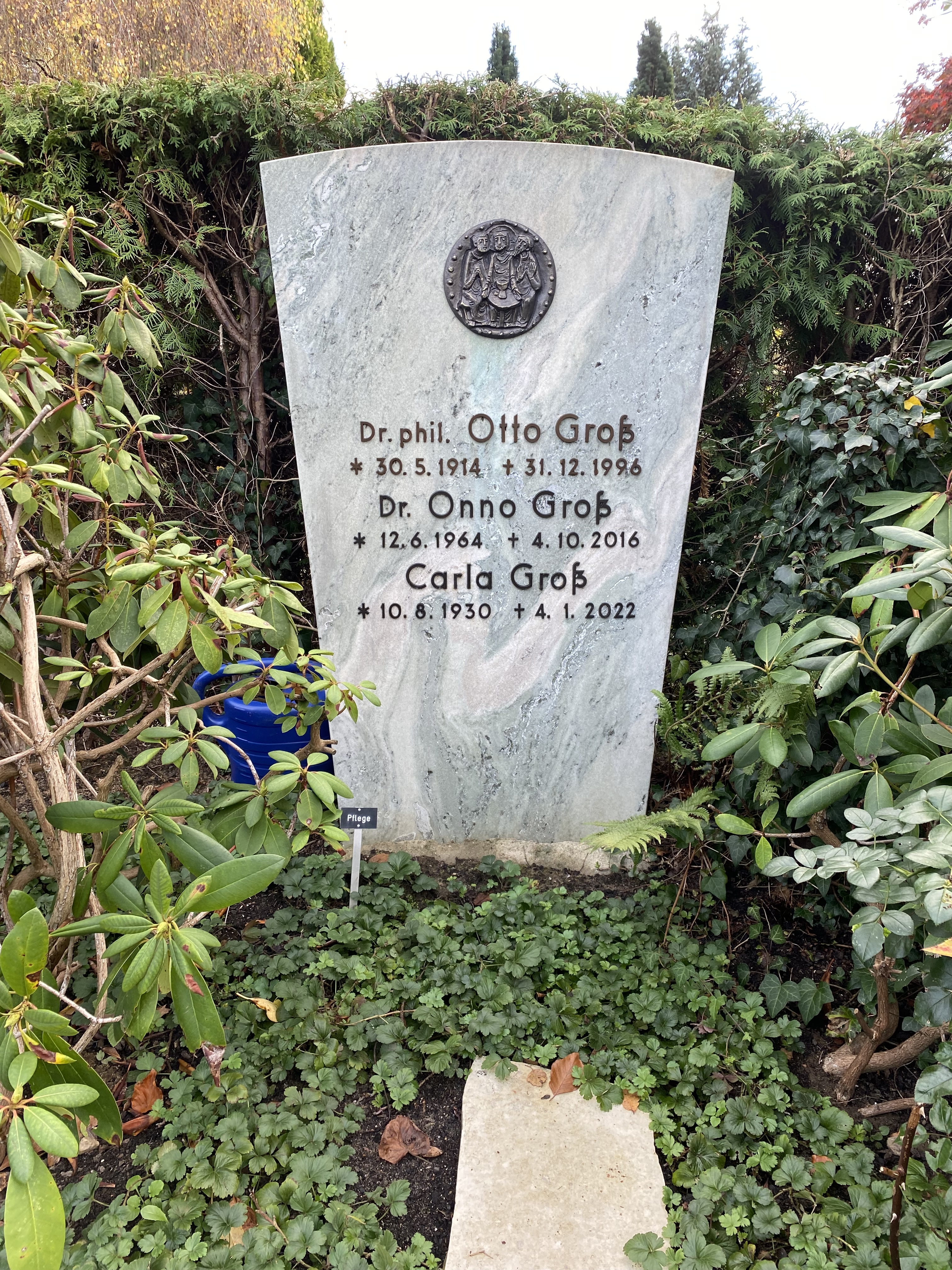
Grabstätte

Groß war 2003 Initiator und Gründungsvorsitzender der Meeresschutzorganisation Deepwave. Gleichzeitig war er aktiv bei Ocean Science & Journalism. Zu seinen früheren Tätigkeitsorganisationen gehörten The Pew Charitable Trusts und das u. a. von der Freien und Hansestadt Hamburg und Michael Otto als Stiftung gegründete World Future Council. Er war Vorstandsmitglied im Bundesverband Meeresmüll e.V.
Im Tropen-Aquarium Hagenbeck in Hamburg veranstaltete er regelmäßig die „Tage der Meere.“ Seit 2013 veranstaltete er jährlich in Hamburg das Kurzfilmfestival „Beneath the Waves“. Er leitete Aktionen zur Säuberung von Stränden u. a. an der Nordsee.
Groß beriet die Europäische Union in Fragen der Fischereipolitik für Seerichtlinien. Als Mitglied des International Fund for Animal Welfare war er Delegierter bei der Ernährungs- und Landwirtschaftsorganisation der Vereinten Nationen (FAO).
Onno Groß starb in der Nacht vom 2. zum 3. Oktober 2016 bei einem Unfall in Budapest. Dort nahm er an einem Kongress zum Thema Plastikmüll teil. Die Fachwelt urteilte, sein Tod sei „ein herber Verlust für den Meeresschutz“. Seine letzte Ruhestätte erhielt Groß auf dem Friedhof Groß Flottbek in Hamburg. 

## Veröffentlichungen

### Bücher
- Die Verteilung der Meiofauna und der Foraminiferen am untermeerischen Hang der Färöer Inseln, Diplomarbeit am Institut für Hydrobiologie und Fischereiwirtschaft, Universität Hamburg, 1991.[29]
- Untersuchungen zur Autökologie, Wanderung und Bioturbation lebender benthischer Tiefsee-Foraminiferen (Protozoa). Dissertation. Institut für Hydrobiologie und Fischereiwissenschaft, Universität Hamburg 1998.[30]
- Foraminifera In: M.J. Costello, C. Emblow, R.J. White (Hrsg.): European register of marine species: a check-list of the marine species in Europe and a bibliography of guides to their identification. Collection Patrimoines Naturels. Muséum national d’Histoire naturelle, Paris 2001, ISBN 2-85653-538-0, S. 60–75.[31]
- Meeresfibel – Informationsbroschüre für Kinder zum Thema Meeresschutz, gefördert vom Bundesumweltministerium und vom Umweltbundesamt.[32][33]
- Polymeer, eine apokalyptische Utopie (The Polymer Sea, an Apocalyptic Utopia) (Mitarbeit). Onkel & Onkel, Kleinmachnow 2012.[34]
- Hans-Joachim Neubert, Winfried Maass: 100 rahvusparki: reis läbi viie maailmajao. (Mitarbeit). Trak Pen, Tallinn 2004, ISBN 9949-10-711-3.[35]

### Wissenschaftliche Abhandlungen (Auswahl)
- Influence of temperature, oxygen and food availability on the migrational activity of bathyal benthic foraminifera: evidence by microcosm experiments. In: Hydrobiology, 426, 2000, S. 123–137 (Abstract).
- Sediment interactions of foraminifera: implications for food degradation and bioturbation processes. In: The Journal of Foraminiferal Research vom 1. Oktober 2002 (Abstract).
- Foraminiferen der Tiefsee: Schlüssel zum Verständnis des Kohlenstoff-Kreislaufes im Ozean. In: Biologie in unserer Zeit vom 19. September 2005 (Abstract, Text).
- Wissenschaft (zusammen mit: Andreas Dumont und Axel Brennicke). In: Biologie in unserer Zeit. September 1999 (Ref.).
- Ein neuer Weg nach Madras. In: Deutsche Seeschifffahrt (Sammelwerk), 12/2008, S. 24 f.

### Weitere Veröffentlichungen (Auswahl)
- Der Strand – Testlabor der Evolution. In: mare Nr. 8, Juni 1998 (Textauszug).
- Tinte, Tarnung und Tentakel. In: mare Nr. 9., August 1998 (Textauszug).
- Ekel, Lust und andere Abgründe. In: mare Nr. 9, August 1998 (Textauszug).
- Eine Gesellschaft, vom Winde verweht. In: mare Nr. 11, Dezember 1998 (Textauszug).
- Die scheuen Räuber der Meere. In: mare Nr. 14, Juni 1999 (Textauszug).
- Gleitsegler mit Schuppen. In: mare Nr. 16, Oktober 1999 (Textauszug).
- Förderpreis für Meeresforscher. In: mare Nr. 19, April 2000 (Textauszug).
- Zäh, schwarz und klebrig (Ölpest auf dem Meeresgrund). In Die Zeit vom 28. November 2002 (online).
- Wer sich die Korallen krallt – Leere Paradiese. In: der überblick 02/2004 (online).
- Schätze aus der blauen Apotheke. In: Handelsblatt, Januar 2006 (online).
- Neptuns Acker. In: NZZ Folio. Juli 2007 (online).
- Mariner Mineralienabbau: Im Goldrausch der Tiefe. In: punkt.um, Juli 2007 (online).
- Natürliches Schutzkleid der Küsten. In: Handelsblatt, August 2007 (online).
- Eine Revolution für den Meeresbergbau. In: Technology Review, Oktober 2007 (online).
- Wiege der Menschheit in Gefahr. In: politische ökologie 111, September 2008, S. 11 ff. (online, PDF 868 KB).
- Plastic Trash Plagues the Ocean. Smithsonian Ocean Portal, September 2010 (online).
- Schatzkammer Ozean. In: Umwelt aktuell, Oktober 2010, S. 2 f. (online).
- Neues Puzzleteil für die Offshore-Wartung. In: Innovationsreport, 29. Juni 2015 (online).
- Brücken schlagen auf hoher See. In: Siemens Costumer Magazine, 1. Oktober 2015 (online).
- Mehr Schutz für die Hohe See – Erstes UN-Treffen zum Abkommen für die letzte Allmende Ozeane, Juni 2014. In: Rundbrief 2/2016 vom 27. Juli 2016 des Forums Umwelt und Entwicklung, S. 33 f. (online).
- Ein Fluch für die Meere. In: enorm (online).
- 20.000 Ungewissheiten unter dem Meer – Bergbau in der Tiefsee. In: politische Ökologie 145, S. 58 ff.[36]

## Filmografie (Auswahl)
- ZDF: Rätsel Tiefsee – Forschung am dunklen Ende der Welt – Diskussionsteilnehmer einer TV-Diskussionsrunde des ZDF-nachtstudios am 31. August 2008 (Wiederholung: 8. August 2010)[37]
- Projekt Mangreen, Autor und Regie zusammen mit Bernd Gleiter (online).
- Meeresschutz und Fischereipolitik, Interview mit Onno Groß (online).
- Im Jahrhundert der Ozeane, Slideshow-Interview mit Onno Groß (online).

## Vorträge und Ausstellungen (Auswahl)
- 2004: Vortrag auf dem Informationsseminar des NABU in Berlin: Erhalt und naturverträgliche Nutzung mariner Ökosysteme und Lebensgemeinschaften[38]
- 2005: Vortrag bei ProMare – Verein zur Förderung der Meeresforschung in Österreich: Die bedrohte Artenvielfalt an den Seamounts[39]
- 2012: Vortrag auf dem Fachpressetag 2012 der PlasticsEurope (Verband der Kunststofferzeuger): Kunststoffverwertung an Land, Schutz für die See[40]
- 2013: Vortrag im Rahmen des Plastic Garbage Project, Hamburg[41]
- 2015: Vortrag beim Greenpeace-Expertentalk: Juwelen der Tiefsee[42]
- 2015–2016: Deutsches Meeresmuseum, Sonderausstellung „Meeresfibel – Unser Blauer Planet: gestern – heute – morgen“ mit Vorträgen zum Meeresschutz.[43][44][45][46][47]
- 2016: Vortrag an der Universität Kiel: “Ocean Protection – challenges and what has been achieved so far”[48]
- 2016: Vortrag „Blue Straw – Meer Tun für die Meere“ bei der altonale goes green[49]
- 2016: Vortrag „Der letzte Ozean – Paradies am Ende der Welt“ bei der Heinrich-Böll-Stiftung im Kontext des Europäischen Tags des Meeres[50]